# Alexandra Paul
Alexandra Elizabeth Paul, född 29 juli 1963 i New York, New York, är en amerikansk skådespelare.
Hon är mest känd för rollen som livräddningschefen Stephanie Holden i Baywatch i fler säsonger från 1992 till 1997.

## Biografi
Paul föddes i New York med växte upp i Cornwall, Connecticut. Pappan var en investmentbankir och mamman socialarbetare från Storbritannien. Hon har en identisk tvillingsyster som heter Caroline och som varit brandman i San Francisco.
Hon var antagen till Stanford University, men valde att i stället fokusera på skådespeleri och modelljobb.
Paul är även en miljöaktivist och har genomfört Ironman Hawaii 1997 och sprungit Boston Marathon 2000.

## Filmografi (urval)
- 1982 – Modedockorna (TV-film)
- 1983 – Christine
- 1985 – American Flyers
- 1987 – Dragnet
- 1992–1997 – Baywatch (TV-serie) (92 avsnitt)
- 1993 – Dödens tåg (TV-film)
- 1995 – Night Watch (TV-film)
- 1996 – L.A. Firefighters (TV-serie) (13 avsnitt)
- 1996 – Spy Hard
- 1997 – Baywatch Nights (TV-serie) (1 avsnitt)
- 1999 – Melrose Place (TV-serie) (8 avsnitt)
- 2003 – Baywatch: Hawaiian Wedding
- 2003 – She Spies (TV-serie) (1 avsnitt)
- 2004 – Blood Trap
- 2008 – Mad Men (TV-serie) (1 avsnitt)
- 2016 – Sharknado: The 4th Awakens